# Luo Lannuan
Luo Lannuan (ur. 13 grudnia 1999) – chińska zapaśniczka walcząca w stylu wolnym. Zajęła dwunaste miejsce na mistrzostwach świata w 2017. Brązowa medalistka mistrzostw Azji w 2018, a także halowych igrzysk azjatyckich w 2017. Trzecia w Pucharze Świata w 2019. Pierwsza na MŚ U-23 w 2019 roku.